# Гожув-Слёнский (гмина)
Го́жув-Слёнский (пол. Gorzów Śląski) — городско-сельская гмина (волость) в Польше, входит как административная единица в Олесненский повет, Опольское воеводство. Население — 7693 человека (на 2006 год).

## Демография
| Перепись                       | Всего   | Всего | Женщины | Женщины | Мужчины | Мужчины |
| ------------------------------ | ------- | ----- | ------- | ------- | ------- | ------- |
| Единицы                        | человек | %     | человек | %       | человек | %       |
| Население                      | 7693    | 100   | 3931    | 51,1    | 3762    | 48,9    |
| Плотность населения (чел./км²) | 49,9    | 49,9  | 25,5    | 25,5    | 24,4    | 24,4    |

## Сельские округа
1. Будзув
2. Дембина
3. Гола
4. Ямы
5. Ястшиговице
6. Кобыля-Гура
7. Козловице
8. Кшижановице
9. Нова-Весь
10. Пакошув
11. Павловице
12. Скроньско
13. Ушице
14. Здзеховице

## Соседние гмины
1. Гмина Бычина
2. Гмина Ключборк
3. Гмина Лубнице
4. Гмина Олесно
5. Гмина Прашка
6. Гмина Радлув
7. Гмина Скомлин